# مصطفی افضلی‌فرد
مصطفی افضلی‌فرد نمایندهٔ دورهٔ نهم مجلس شورای اسلامی و سخنگوی کمیسیون اصل ۹۰ مجلس شورای اسلامی از حوزهٔ انتخابیهٔ اردبیل، نمین، نیر و سرعین در استان اردبیل است.
- فهرست نمایندگان حوزه انتخابیه اردبیل، نمین، نیر و سرعین
- فهرست نمایندگان دوره نهم مجلس شورای اسلامی